# Abraham Zelmanowitz

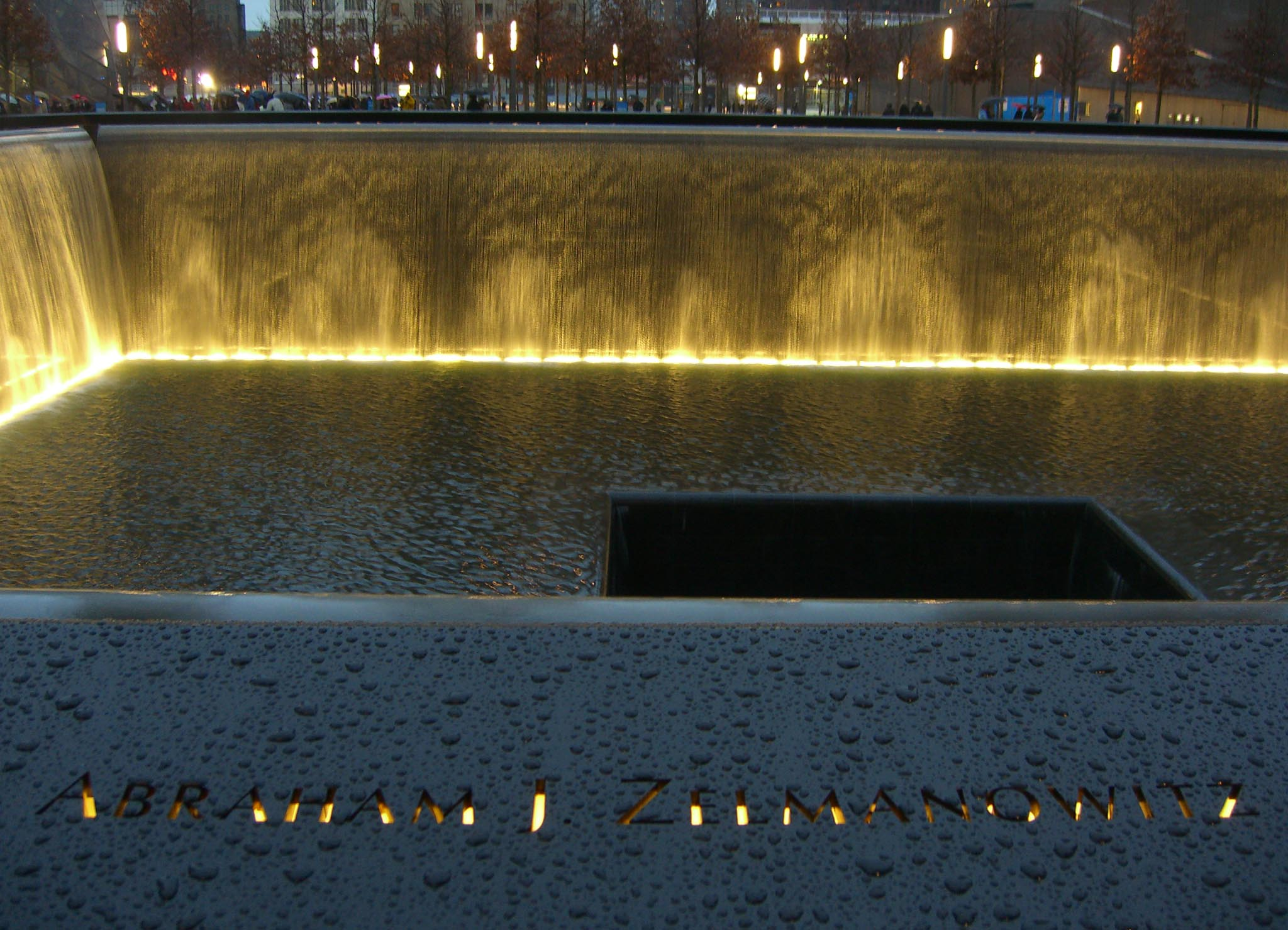
El nombre de Zelmanowitz se encuentra en el panel N-65 de la piscina norte del National September 11 Memorial & Museum.

Abraham J. Zelmanowitz (Nueva York, 30 de diciembre de 1945 - ibíd., 11 de septiembre de 2001) fue un judío ortodoxo que trabajo como programador para Empire Blue Cross y Blue Shield en la planta 27 de la torre norte del  World Trade Center, en Nueva York, donde murió durante los Atentados del 11 de septiembre de 2001.

## Atentados del 11 de septiembre de 2001
Uno de sus mejores amigos y compañero de trabajo era el programador de ordenadores Ed Beyea, tetrapléjico. Con los ascensores fuera de funcionamiento después de los  atentados, Beyea no tenía ninguna opción de escapar del edificio. En vez de bajar por las escaleras y salvarse a sí mismo, Zelmanowitz se quedó junto a Beyea y presumiblemente lo reconfortó hasta el amargo final. Casi un año después de su muerte, los restos de Zelmanowitz fueron identificados y recuperados de los escombros, siendo llevados al Cementerio judío del Monte de los Olivos en Jerusalén, donde fue enterrado junto a sus padres.

## Legado
En el National September 11 Memorial & Museum, Zelmanowitz se encuentra memorializado en el panel N-65 de la piscina norte.